# Ryningsnäs

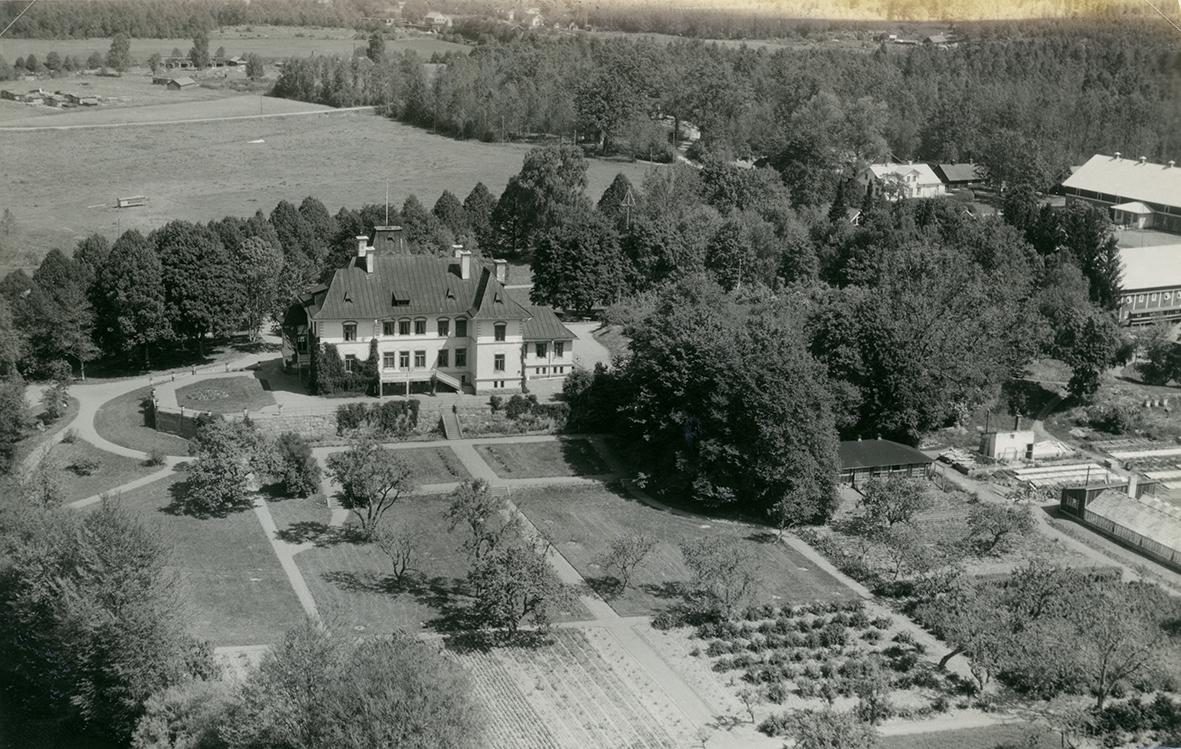
Flygfoto över herrgården år 1947.

Ryningsnäs är en herrgård i Mörlunda socken i Hultsfreds kommun, vid Emåns utlopp i sjön Ryningen.

## Historik
Godset hette ursprungligen Östranäs. Godset ägdes vid mitten av 1600-talet av Jakob Skytte af Duderhof som sätesgård och kom senare till hans dotter Gunilla Mörner. Hon var änka efter friherre Ludvig Mörner och innehade troligen egendomen 1681–1691. Därefter blev den reducerad till kronan.
Därefter innehades den från 1698 av sedermera lagmannen Tobias Westenhielm och var 1718–1725 i hans arvingars ägo. En av dessa var dottern Maria, sedan 1706 gift med assessorn Hans von Baumgarten. 1747 stod kapten Peter von Baumgarts arvingar antecknade som ägare och i slutet av 1700-talet kapten Gustaf Fredrik von Baumgarten. Sedan var gården under en lång följd av år i denna släkts ägo.
År 1878 såldes Ryningsnäs till Finne von Melstedt, under vars tid (1886) den gamla huvudbyggnaden, ett envånings trähus, brann ned. 1887 inköptes egendomen av brukspatron och industrimannen Carl Frans Lundström, som 1894 lät uppföra en slottsliknande huvudbyggnad efter ritningar av arkitekt Erik Lallerstedt. Ryningsnäs övergick 1895 till Lundströms dotterson Ragnar Liljenroth, som sålde godset till brukspatron H. Tillberg, häradshövding A. Nordström och kapten Kock.

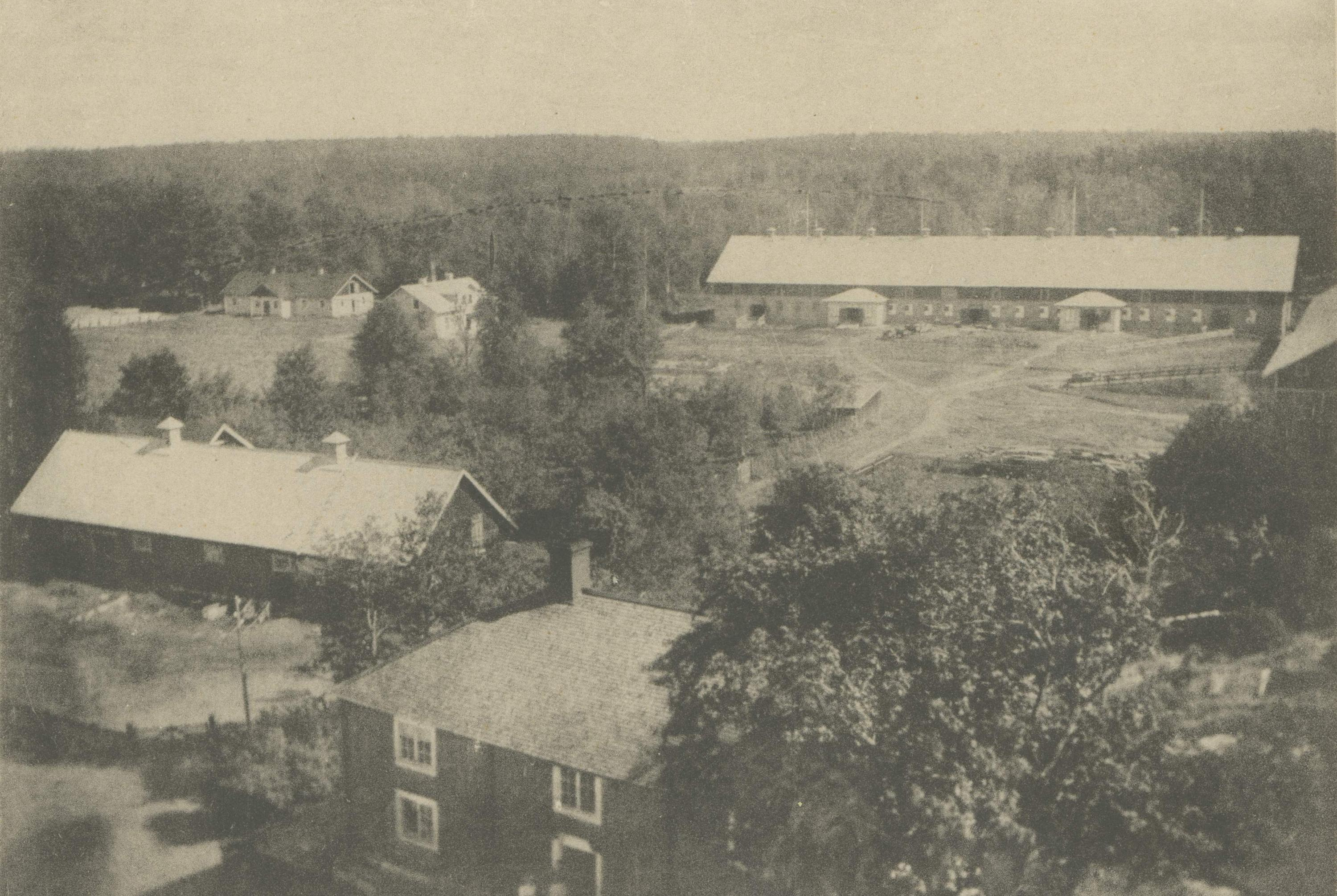
Fotografi över herrgården.

År 1916 förvärvades egendomen av AB Skogsegendomar, Norrköping, och sedan 1941 var Holmens Bruk AB och Fabriks AB dess ägare. 1929 avstyckades en del torp och arrendegårdar. Godsarrendator var från 1946 Gustaf Risberg. Huvudbyggnaden och sidobyggnaden revs 1959.

## Bilder

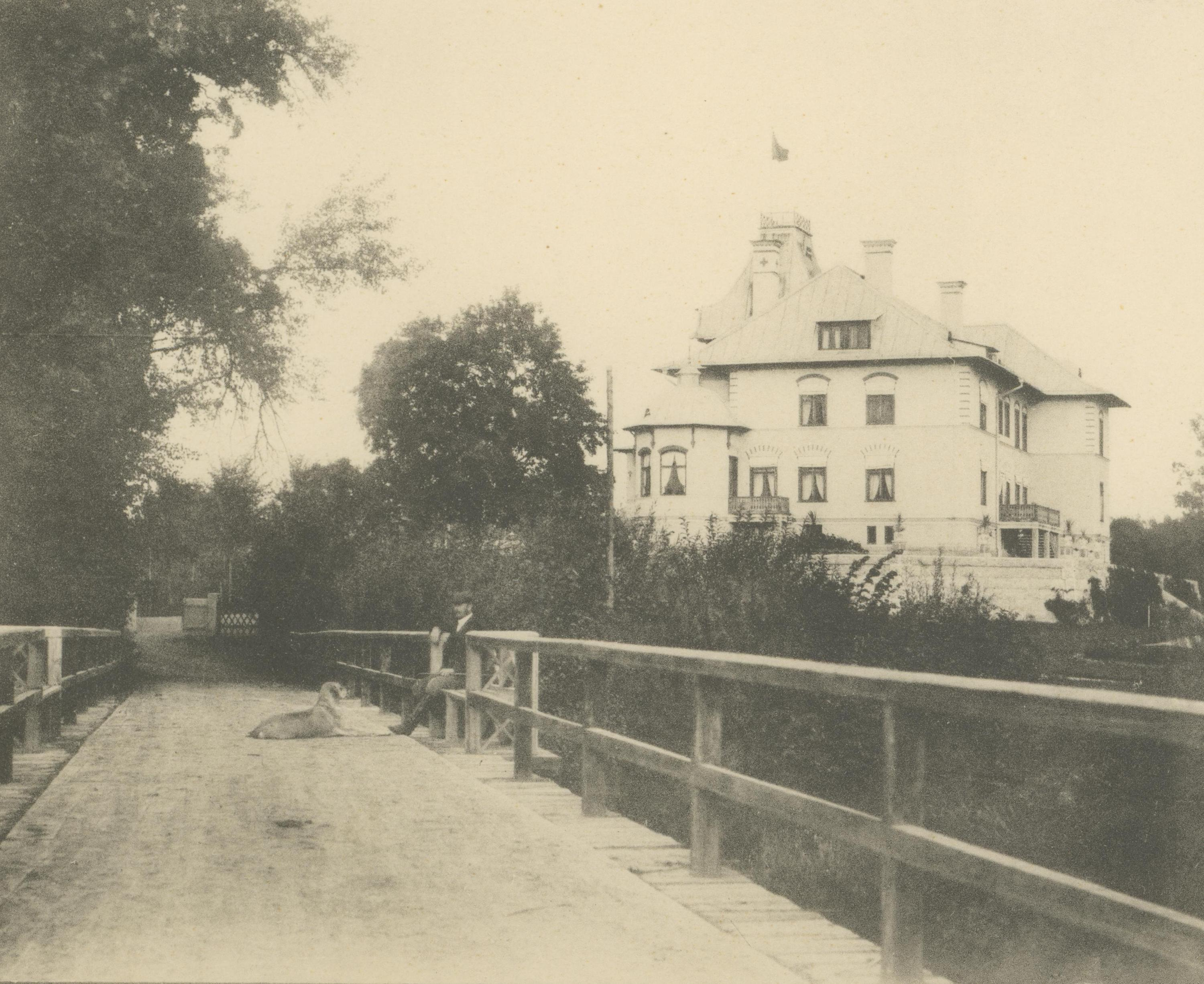
Huvudbyggnaden vid sekelskiftet.
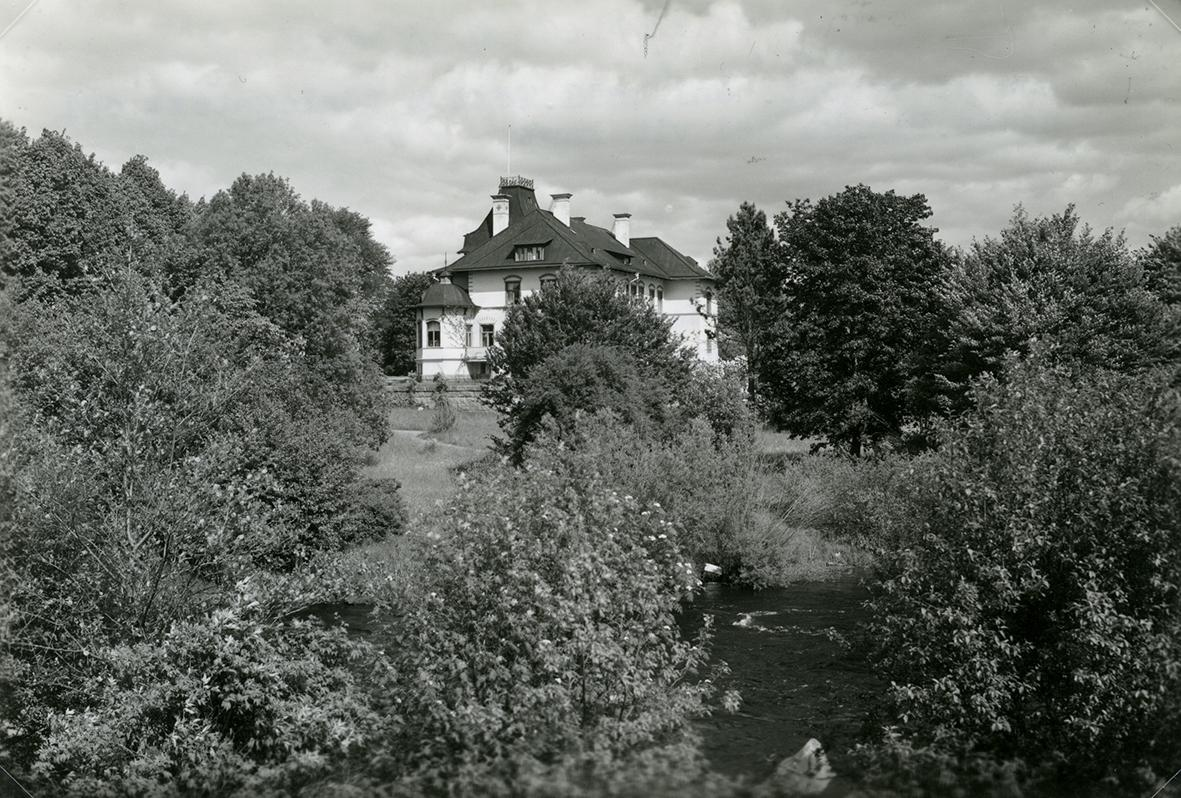
Fotografi år 1948.
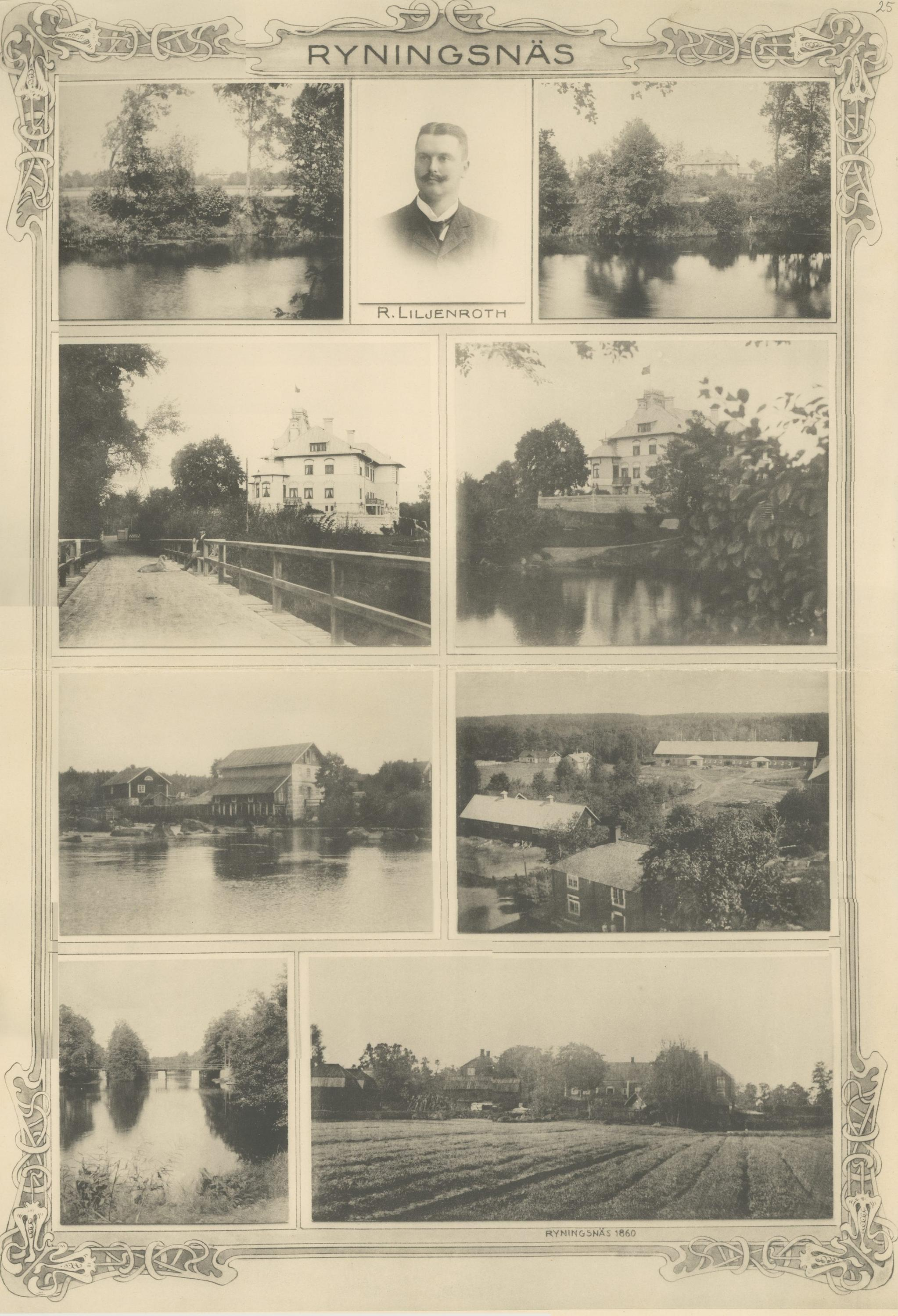
Plansch över herrgården vid sekelskiftet.
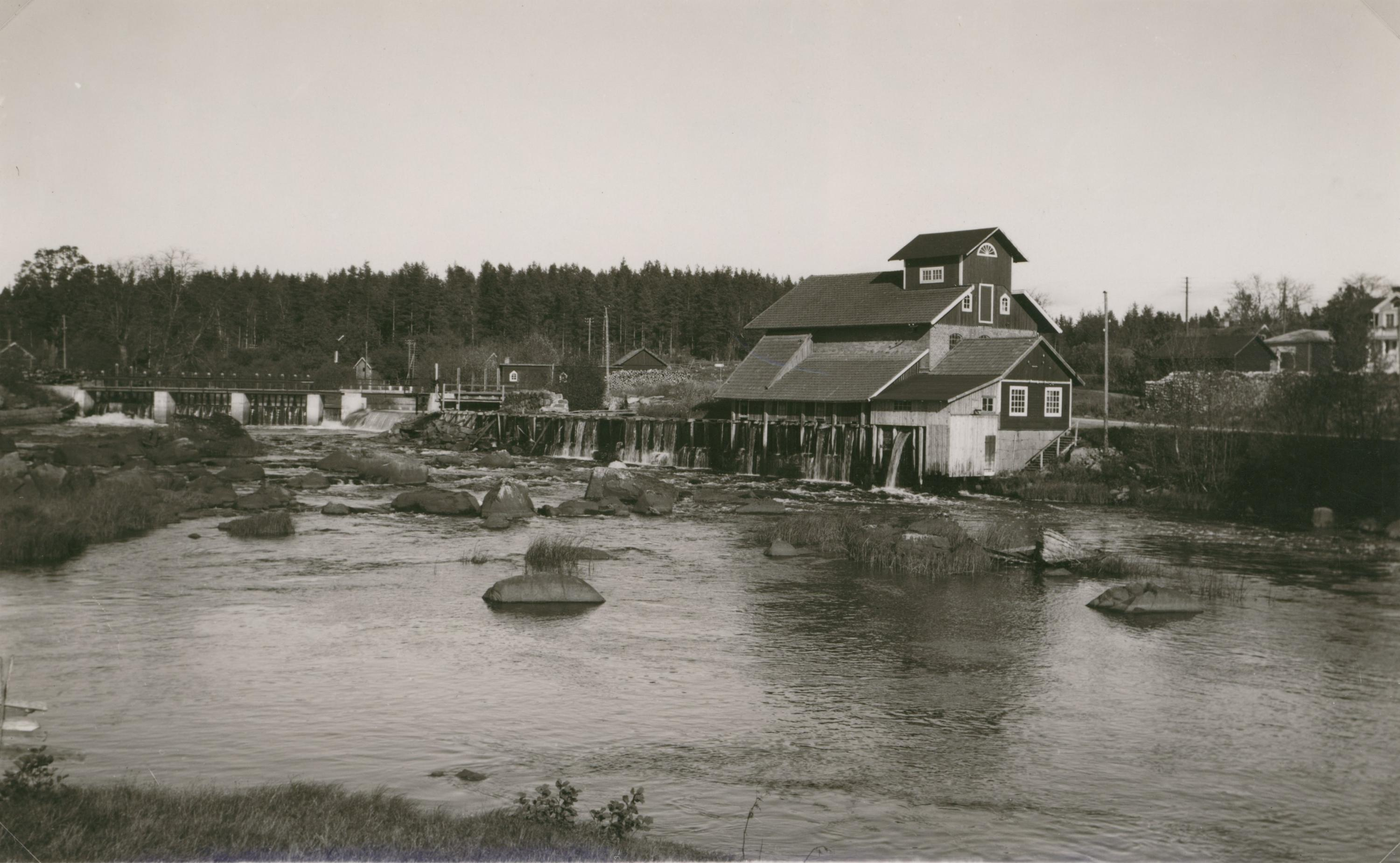
Kvarnen år 1935.
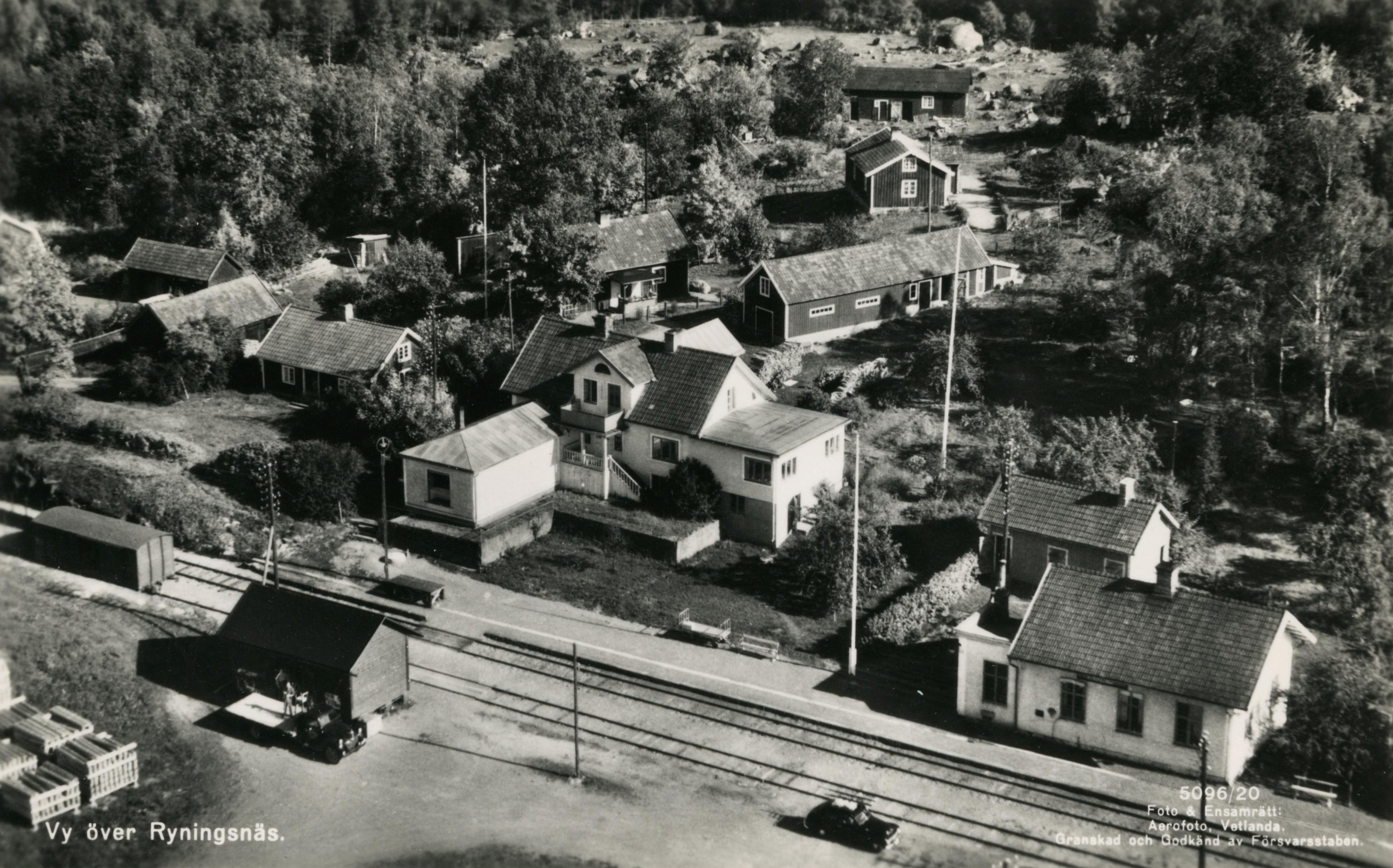
Flygfoto över stationen i Ryningsnäs på 1950-talet.
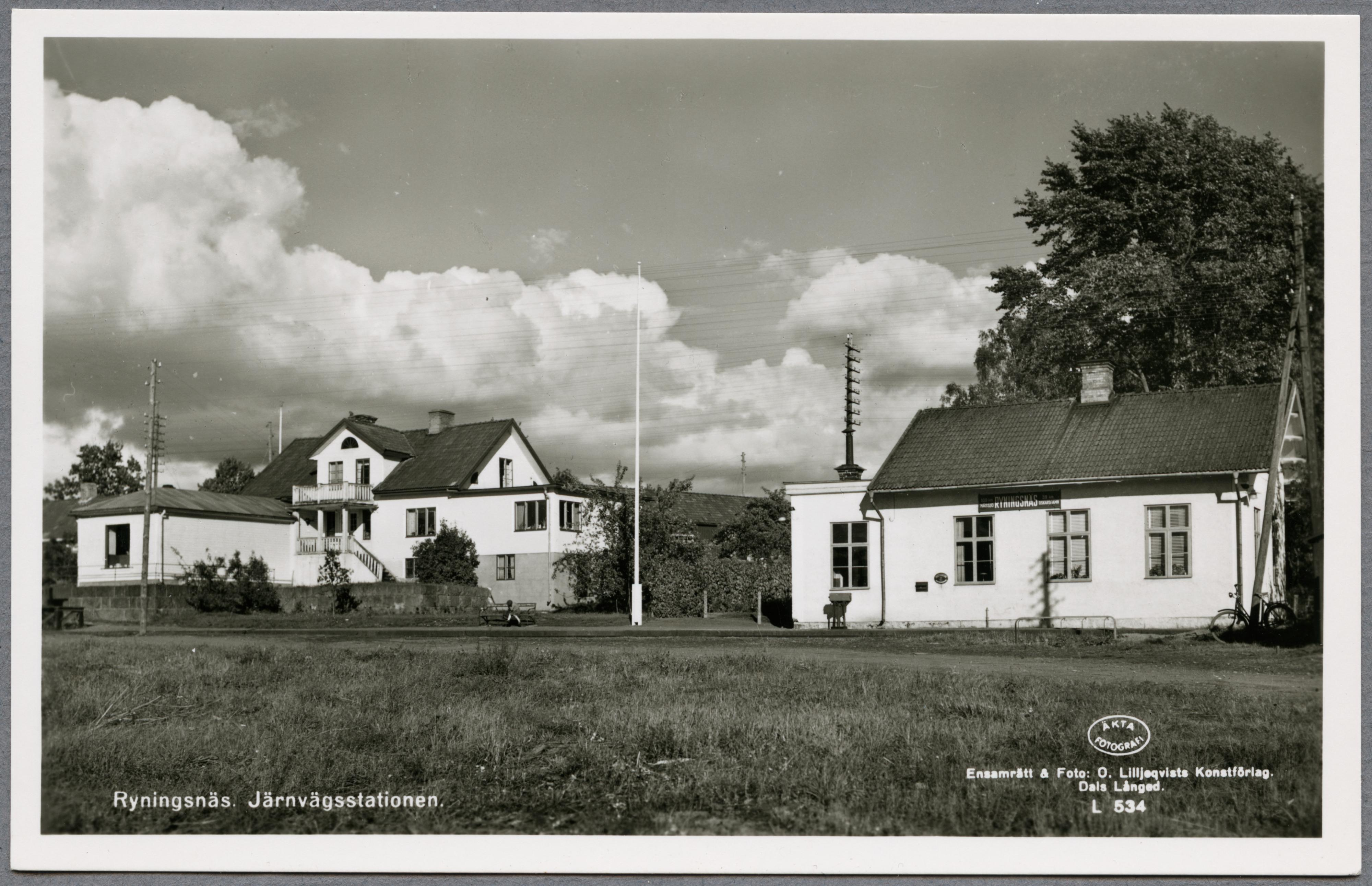
Stationen år 1947